# Culicoides engubandei
Culicoides engubandei är en tvåvingeart som beskrevs av Meillon 1937. Culicoides engubandei ingår i släktet Culicoides och familjen svidknott. Inga underarter finns listade i Catalogue of Life.